# Forma (art)
La forma en l'art és la manera o conjunt d'elements formals en la que s'expressa un contingut, des del tipus d'art (art audiovisual, art escènica, literatura, etc.) que s'empra en la producció d'una obra d'art fins a la manera en què aquesta s'utilitza, més enllà del to i de l'estil. La forma fa referència a la formalització d'un contingut, o fons, i d'un significat precís. En les arts plàstiques pot fer referència a la forma geomètrica, que junt amb el color n'és un dels conceptes fonamentals.

## Arts escèniques
Una forma a les arts escèniques pren sentit al projecte escènic global, quan està associada a un contingut que es vol transmetre i es decideix com es vol transmetre en tots els sentits i elements individuals i de conjunt global, de l'espectacle. Inclou de manera concreta tota la part física i la posada en escena, amb elements com l'escenografia, el joc escènic i l'expressió corporal (de cos i de veu) dels intèrprets. La forma des del punt de vista abstracte inclou la dramatúrgia, l'estructura i la composició de la ficció, la segmentació espaitemporal de l'acció (nombre d'actes i escenes, unitat aristotèlica o no, etc.) i elements del discurs, com les paraules, la mètrica, la retòrica o els ritmes. Així, la forma pot ser fragmentada, discontínua, assumida pel joc del narrador, etc.
La forma és única per a cada espectacle i és més precisa que el gènere i l'estil. Per exemple, el teatre èpic de Berthold Brecht no és una forma per si mateix, que dona lloc a una infinitat d'opcions, sinó que per a ser-ho cal descriure detalladament de quina manera aquest s'articula en un contingut precís, fins a concretar-la en una d'única. A l'exemple, dues opcions més detallades podrien ser "forma èpica brechtiana per a trencar la identificació i la il·lusió de un desenvolupament orgànic de la faula" o "forma èpica brechtiana del relat clàssic insert com a relat objectiu en tercera persona dins un teixit dramàtic i utilitzat per raons de verosimilitud", havent-hi moltes d'altres.